# Unirea (okręg Dolj)
Unirea – wieś w Rumunii, w okręgu Dolj, w gminie Unirea. W 2011 roku liczyła 3814 mieszkańców.